# Jane Bathori
Jane Bathori (Jeanne-Marie Berthier, París, 14 de junio de 1877 - 25 de enero de 1970) fue una mezzosoprano francesa de vital importancia en el repertorio moderno.

## Biografía
Inicialmente estudió para ser concertista de piano, aunque eventualmente su vocación cambia y se dedica al canto. Debuta en 1898 en el Théâtre de la Bodinière en un homenaje al poeta Paul Verlaine. Actuó en los Concerts du Conservatoire y en obras de Gabriel Fauré y Camille Saint-Saëns. En 1899 realiza su primera actuación como cantante de ópera en Nantes.
Estudió con Pierre-Emile Engel con quien se casó en 1908. En 1917, dirigió el Théâtre du Vieux-Colombier. Cantó en La Scala y a principios de los años 20 se dedicó a la difusión de las obras del grupo de Les Six (Georges Auric; Louis Durey; Arthur Honegger; Darius Milhaud; Francis Poulenc; Germaine Tailleferre (1892–1983);Jean Cocteau (único no músico, mánager) y Erik Satie).
Gran intérprete de Maurice Ravel, estrenó las Historias naturales, Noël des jouets, Sur l'herbe, Trois poèmes de Stéphane Mallarmé, Chansons madécasses y Rêves.
En 1933 cantó la parte de Concepción en L'Heure espagnole de Ravel en el Teatro Colón de Buenos Aires donde vivió durante la ocupación alemana de Francia. Allí también estrenó obras de compositores argentinos, como El manantial de José María Castro (compositor) y creó el coro de Amigos del Arte. Atrajo además personalidades de la cultura europea como el director Ernest Ansermet.
Al regresar a su país realizó conciertos con Irène Joachim para luego dedicarse a la enseñanza del canto.
Está enterrada en el Cimetière du Montparnasse.
En 1999, la soprano Dawn Upshaw realizó un recital y disco en su homenaje, con sus canciones más famosas canciones.